# النقل في الإمارات العربية المتحدة
تتناول هذه المقالة مُختلف أشكال النقل في دولة الإمارات العربية المتحدة.

## النقل البري
تمتلك الإمارات العربية المتحدة شبكة طرق واسعة ومُتعددة، لا سيما في المنطقة الساحلية الشمالية حيث تُوجد المراكز السكانية الرئيسية. تم تحسين العديد من هذه الطرق لتُصبح طرقًا سريعة ذات مسارين مزدوجين ومتعددة المسارات، لتُلبي الطلب المتزايد على النقل البري.

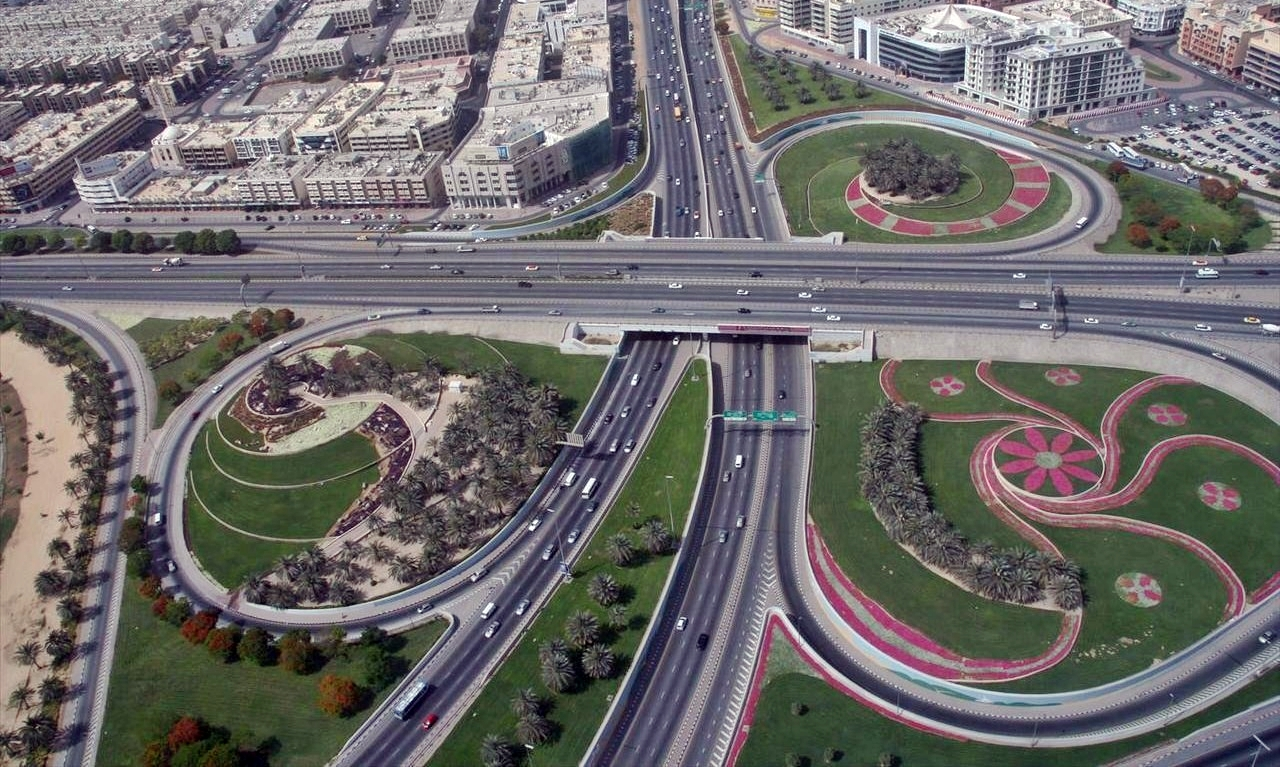
تقاطع طريقين سريعين في دبي

حدود السرعة هي 160 كم/ساعة (99 ميلاً في الساعة) على الطرق السريعة، و100 كم/ساعة (62 ميلاً في الساعة) على الطرق الريفية، و60 أو 80 كم/ساعة (37 أو 50 ميلاً في الساعة) على الطرق الحضرية المزدوجة.

### الطرق السريعة
- E10 أبوظبي – الشهامة. الطول: 44 كم (27 ميل).
- E11 السلع – الجير. الطول: 583 كم (362 ميل). وهو الطريق السريع الأكثر أهمية في البلاد، ويمتد من المملكة العربية السعودية إلى عمان، ويربط أبوظبي ودبي والشارقة وعجمان وأم القيوين ورأس الخيمة وغيرها من المراكز الهامة.
- E12 أبوظبي – الفلاح. الطول: 34 كم (21 ميل).
- E14 أبوظبي - طريق الفقاع (من E11 إلى E66). الطول: 84 كم.
- E15 الرويس – واحة واسط. الطول: 145 كم (90 ميل).
- E16 الرحبة – السعد. الطول: 100 كم (62 ميل).
- E18 رأس الخيمة – المنامة. الطول: 61 كم (38 ميل).
- E20 أبوظبي – الهير. الطول: 144 كم (89 ميل).
- E22 أبو ظبي – العين. الطول: 157 كم (98 ميل).
- E30 (طريق أبوظبي - العين؛ الموازي لطريق E 22)
- E44 دبي – حتا. الطول: 129 كم (80 ميل).
- E45 طريف-ليوا. الطول: 109 كم (68 ميل).
- E55 أم القيوين – الشويب. الطول: 131 كم (81 ميل).
- E66 دبي – العين. الطول: 130 كم (81 ميل).
- E75 سيح الشعيب – طريق الفاية للشاحنات
- E77 (طريق اكسبو / طريق جبل علي لهباب). الطول: 54 كم (33 ميل).
- E84 المالحة – الفجيرة. الطول: 43 كم (27 ميل).
- E88 الشارقة – مسافي. الطول: 77 كم (48 ميل).
- E89 دبا الفجيرة – الفجيرة. الطول: 66 كم (41 ميل).
- E99 دبا الفجيرة – كلباء. الطول: 82 كم (51 ميل).
- E102 الشارقة – كلباء. الطول: 119 كم (74 ميل).
- E311 أبو ظبي – رأس الخيمة. الطول: 139 كم (86 ميل).
- E611 دبي – أم القيوين. يُعرف أيضًا باسم طريق الإمارات، طريق دبي الالتفافي سابقًا. الطول: 110 كم (68 ميل).

### النقل بالحافلات
تُمثل شبكة حافلات النقل العام الوسيلة الرئيسية التي تربط شبكة المواصلات المتنوعة معاً وجميع إمارات الدولة وتُعد شبكة النقل الأكثر امتداداً حيث تغطي المراكز السياحية ومناطق الأعمال والأحياء السكنية. في نهاية عام 2011، قدمت خدمات الحافلات في أبو ظبي أكثر من 95 طريقا خدميًا مع 650 حافلة لنقل 50 مليون راكب في المنطقة. في دبي، تُدار خدمات الحافلات من قِبَل هيئة الطرق والمواصلات تحت اسم «مترو دبي»حيثُ أنها شبكة قطار مُتطور، تعمل آلياً، وهي أكبر نظام مترو في العالم بطول 74.6 كيلومتراً، يمر المترو بـ 49 محطة في دبي، 9 منها تحت الأرض. وتتوزع هذه المحطات على خطين يغطيان مسارات ووجهات متعددة هي الخط الأحمر بطول 52.1 كيلومتر والخط الأخضر بطول 22.5 كيلومتر.
يُمكن للركاب الدفع باستخدام النقد أو البطاقات الائتمانية في سيارات الأجرة، أما في وسائل المواصلات الأخرى، مثلاً دبي يجب على الركاب استخدام بطاقة «نول» وهي بطاقة تنقل إلكترونية، لاستخدام المترو والحافلات والباصات المائية، حيثُ أنها بطاقة مسبقة الدفع يتم شراؤها وتعبئتها من محطات المترو، وتُحتسب التعرفة وتخصم تلقائياً من المحفظة الإلكترونية.

### السكك الحديدية
تعمل شركة الاتحاد للقطارات، وهي كيان مملوك للدولة، كشركة السكك الحديدية الوطنية لدولة الإمارات العربية المتحدة. تأسست في عام 2009، وتتمثل مهمتها الأساسية في الإشراف على تطوير وتشغيل شبكة السكك الحديدية الشاملة للشحن والركاب داخل البلاد. بالإضافة إلى ذلك، تهدف إلى توسيع خدماتها إلى دول مجلس التعاون الخليجي الأخرى كجزء من مبادرة سكك حديد الخليج الأوسع.
اكتملت المرحلة الأولى من النظام وبدأت خدمة الشحن بالفعل. أما المرحلة الثانية فستربط السكك الحديدية بموانئ المصفح وخليفة وجبل علي في دبي، ومن المخطط أن تتصل بالحدود السعودية والعمانية. في يناير 2016، تم تعليق بناء المرحلة الثانية لإعادة التقييم، بينما استمرت الخدمة في المرحلة الأولى. تبلغ تكلفة نظام السكك الحديدية المكون من ثلاث مراحل حوالي 10 مليارات دولار أمريكي، ومن المقرر أن يصل طوله إلى 1200 كيلومتر (750 ميل) من السكك الحديدية التي تربط المدن في الإمارات العربية المتحدة وتربطها بدول الخليج الأخرى. تعمل شركة الاتحاد للقطارات على ربط أبو ظبي والعين ودبي والشارقة والفجيرة ورأس الخيمة وخورفكان بشركة الاتحاد للقطارات عند اكتمال البناء.

## حركة المرور في دولة الإمارات العربية المتحدة
الإمارات العربية المتحدة هي دولة نامية بشكل كبير وتعتبر دولة صغيرة في مساحة الأرض. ومع ذلك، ونظرًا لعلاقاتها الدبلوماسية والاقتصادية مع 191 دولة حول العالم، فإن تراثها وسمعتها ومكانتها بين الدول الرائدة معترف بها جيدًا. وعلى الرغم من أن دولة الإمارات العربية المتحدة تعتبر دولة حديثة، فقد شهدت نمواً وتقدماً ملحوظاً في السنوات الأخيرة، وتحولت إلى وجهة للباحثين عن الفرص، وبالتالي ارتفع عدد السكان من 344,513 نسمة في عام 1971 (عند تأسيسسها) إلى 9,591,853 نسمة في عام 2024. وبالتالي، أدت هذه الزيادة السكانية إلى - تزايد الازدحام المروري في جميع أنحاء البلاد، إلا أن حمد الشحي مدير هيئة الطرق والمواصلات قال إنه "من المتوقع أن ينخفض الازدحام عند التقاطعات بشكل ملحوظ بنسبة تقارب 95%". 

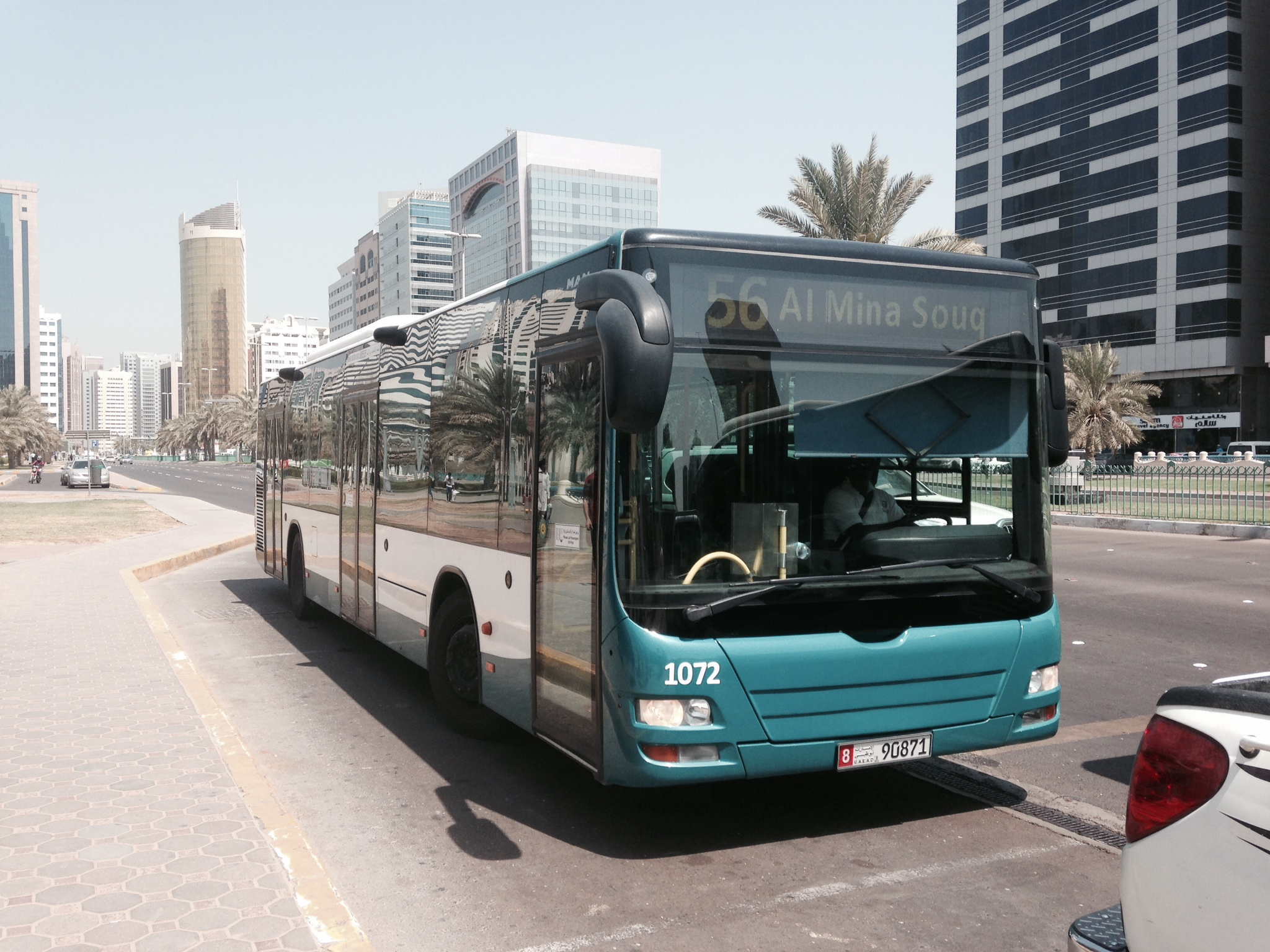
حافلة في أبو ظبي

أحد الحلول التي تتم دراستها في دولة الإمارات العربية المتحدة هو تشجيع وسائل التنقل العامة والمشتركة لتحقيق الهدف المتمثل في أن تصبح أفضل دولة للعيش فيها. بالإضافة إلى ذلك، تجري وزارة الطاقة والبنية التحتية دراسات وتراقب الحركة المرورية على مدار الساعة طوال أيام الأسبوع، بينما تقوم أيضًا استخدام الذكاء الاصطناعي لفهم أسباب الازدحام المروري وإيجاد الحلول لحلها. ولذلك، تلعب إدارة حركة المرور دورًا مهمًا في تحسين حركة المرور والتنقل بسهولة للمقيمين والسياح الذين يتنقلون داخل الدولة.

### الازدحام المروري الحالي في الإمارات الكبرى
يقضي الأشخاص 20 ساعة أسبوعيًا عالقين في حركة المرور (حوالي 8.4% من وقتهم الأسبوعي). تحتل إمارة دبي المركز الأول من حيث عدد الركبات بـ 1.44 مليون مركبة، تليها أبوظبي بـ 0.98 مليون مركبة، ثم الشارقة بـ 0.46 مليون مركبة. وفي المقابل، في حين يبلغ إجمالي عدد المركبات في الإمارات الأخرى (عجمان وأم القيوين والفجيرة ورأس الخيمة) حوالي 0.63 مليون.
تواجه دبي، التي تشتهر بكونها وجهة عالمية تجتذب ما يقرب من 66.6 مليون زائر سنويا بعض التحديات عندما يتعلق الأمر بالازدحام المروري بين الطريقين الرئيسيين اللذان يربطانها بالإمارات الأخرى، تلعب هذه الطرق المعروفة باسم "طريق الإمارات" و"طريق محمد بن زايد" دوراً مهماً في التنقل اليومي لأنها بمثابة شريان حيوي يربط إمارات الدولة ببعضها البعض. علاوة على ذلك، تعمل هذه الطرق كمحور مروري، مما يساهم في تسهيل انسيابية حركة المرور وحركة النقل بين الإمارات.

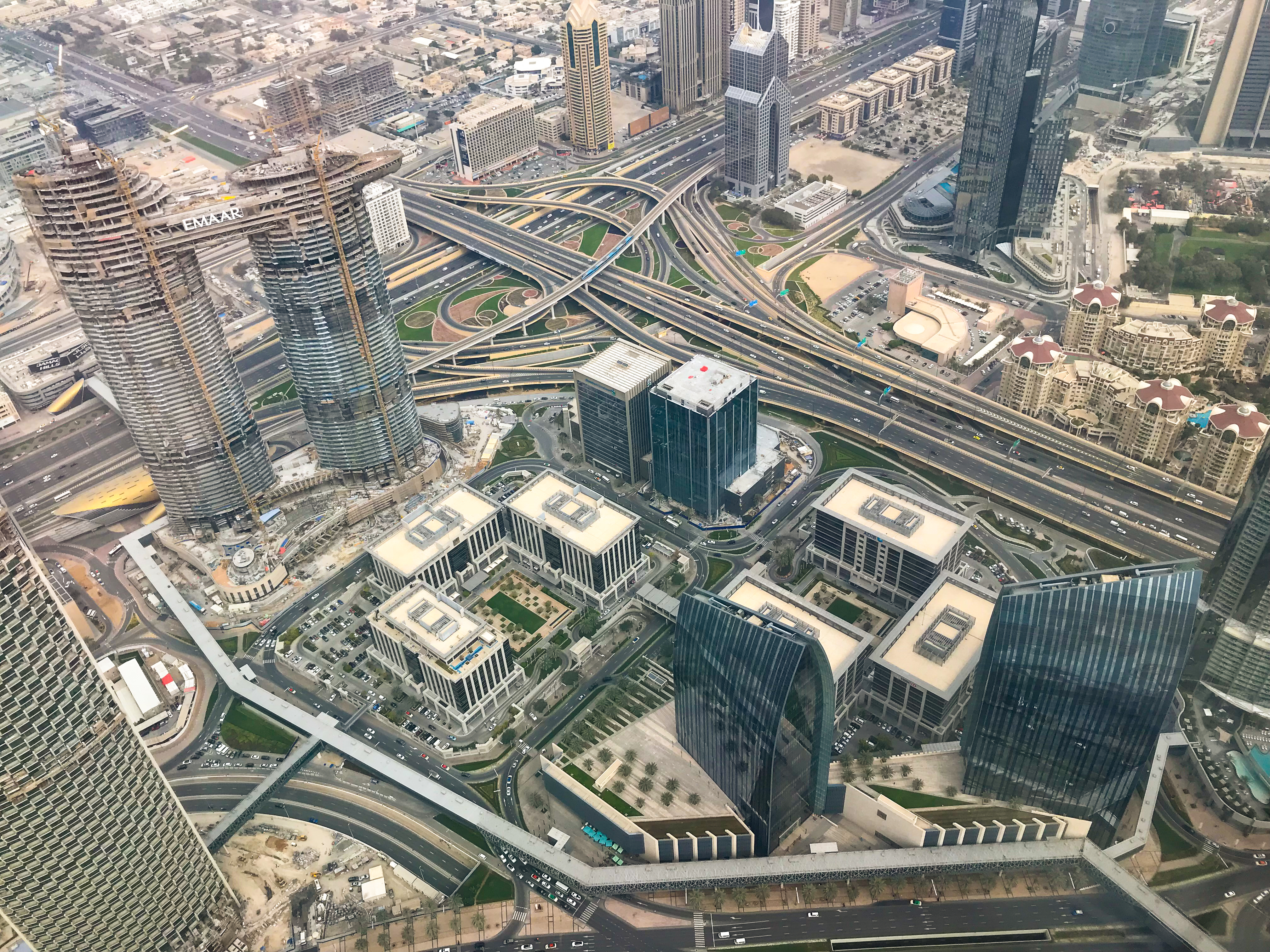
شبكة الطرق في إمارة دبي

### العوامل التي تساهم في الازدحام المروري
ساهمت عدة عوامل في زيادة الازدحام المروري الذي شهده العديد من السائقين في دولة الإمارات خلال الأعوام الماضية، وذلك على النحو التالي:
- التحضر: بسبب الزيادة السريعة في عدد السكان في المناطق الحضرية، لذا اختار المزيد من الناس امتلاك سياراتهم للنقل.[12]
- النمو السكاني: في عام 2012، اقترب عدد سكان دبي من 2.3 مليون نسمة. وبحلول عام 2022، تشهد دبي زيادة في عدد سكانها بنسبة 52.5% ليصل إلى 3.5 مليون نسمة خلال 10 سنوات.[13]
- الاقتصاد: يؤدي الازدحام المروري إلى زيادة التكلفة الإجمالية لتوصيل البضائع، وذلك عن طريق تأخير وصول البضائع. بالإضافة إلى ذلك، يؤدي الازدحام المروري إلى زيادة التكاليف التشغيلية على مستوى الشركات التجارية.[14]

## النقل البحري
يوجد على امتداد سواحل دولة الإمارات العربية المتحدة، العشرات من الموانئ البحرية. وتشكل ثمانية موانئ ضخمة منها المنافذ الرئيسية البحرية وهي كالتالي:
- ميناء زايد.
- ميناء راشد.
- ميناء جبل علي.
- ميناء الشارقة.
- ميناء خورفكان.
- ميناء عجمان.
- ميناء الفجيرة.
- ميناء صقر.

## النقل الجوي
تضم دولة الإمارات 8 مطارات دولية و6 ناقلات وطنية هي «طيران الإمارات»، و«الاتحاد للطيران»، و«فلاي دبي»، و«العربية للطيران»، و«العربية أبوظبي» و«وويز إير أبوظبي».
وتحتل الإمارات مكانة هامة في الربط الجوي وتسير الناقلات الوطنية الإماراتية إلى أكثر من 600 وجهة في العالم 
تفوقت الناقلات الوطنية الإماراتية الخمس على الناقلات العالمية في مجال السلامة والأمان، بعدما تصدرت مراكز متقدمة ضمن تصنيف العام 2024 والعام 2023 لأكثر 20 شركة طيران أماناً في العالم، الصادر عن موقع «إيرلاين ريتنج».
يوجد في الإمارات العربية المتحدة ستة مطارات دولية في كل من أبو ظبي ودبي والشارقة رأس الخيمة والفجيرة والعين. تستوعب طاقتها جمعيا نحو 16 مليون راكب في العام وتستقبل أكثر من 100 شركة عالمية تنظم نحو 125 ألف رحلة جوية منتظمة وعابرة إلى مختلف مدن وعواصم العالم.
بدأت الهيئة العامة للطيران المدني بتطبيق برنامج متطور في عام 2010 يسمح بتقييم الطائرات المسجلة في الدول الأجنبية للتأكد من سلامتها وصلاحيتها للطيران. في عام 2011، حُظرت جميع الطائرات المسجلة في جمهورية الكونغو الديمقراطية وإسواتيني وغينيا الاستوائية وسيراليون وساو تومي وبرينسيبي بسبب ضعف معايير السلامة الخاصة بها.